# Casa Madonei Negre

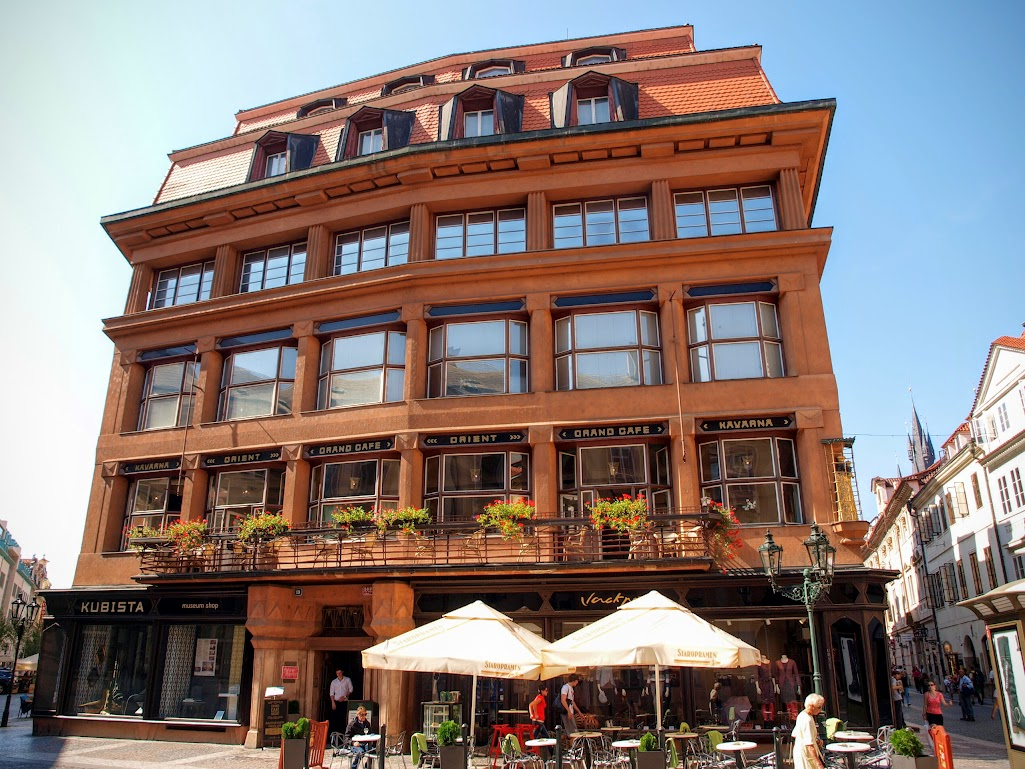
Casa Madonei Negre

Casa Madonei Negre (în cehă Dům U Černé Matky Boží) este o clădire cubistă din Orașul Vechi din Praga, Republica Cehă. Ea a fost proiectată de arhitectul ceh Josef Gočár. Aici se află în prezent Muzeul Cubismului Ceh, iar la  primul etaj restaurantul Grand Café Orient.
Casa Madonei Negre a fost proiectată și construită între anii 1911 și 1912 în colțul format de străzile Celetná și Ovocný trh. Josef Gočár a construit clădirea ca un prim exemplu de arhitectură cubistă la Praga și rămâne, probabil, cea mai celebră. Chiar dacă nu are trecutul istoric al clădirilor baroce ce o înconjoară, Casa Madonei Negre păstrează atmosfera cartierului. Numele său provine de la statueta de piatră în stil baroc, care împodobea inițial una din cele două clădiri în stil baroc de pe același amplasament și care se află acum este amplasat într-unul din colțurile sale. După mai mulți ani de utilizare nepotrivită în perioada interbelică și în timpul regimului comunist, casa a fost închisă în ianuarie 2002 și redeschisă după o restaurare amplă în noiembrie 2003.

## Istoric

### Construirea clădirii

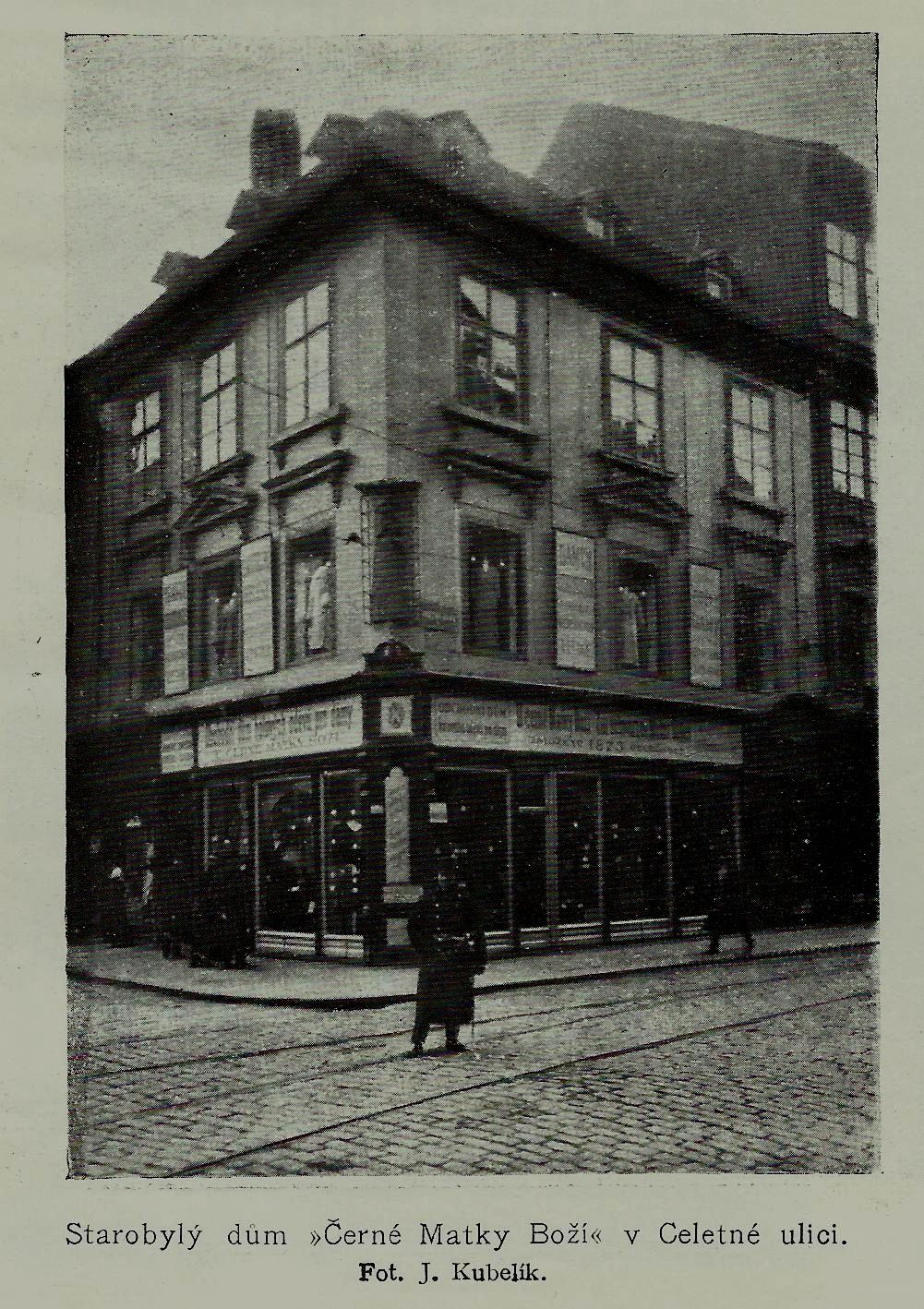
Clădire în stil baroc (ce aparținea cavalerilor de Granov) demolată în 1911

Casa Madonei Negre se află pe locul unde exista anterior o clădire în stil baroc, casa cavalerilor de Granov, care avea într-unul din colțuri o statueta barocă a Madonei Negre, de la care provine numele clădirii actuale. Gočár a proiectat clădirea la jumătatea anului 1911, pe când avea vârsta de 31 de ani, pentru comerciantul en-gros František Josef Herbst. Herbst l-a ales pe Gočár pentru a-i construi magazinul din Orașul Vechi, de-a lungul vechiului drum de încoronare a regilor Boemiei, ca urmare a succesului anterior al arhitectului în construirea unui magazin similar la Jaroměř, în perioada 1909-1911. Datorită amplasării sale proeminente în centrul orașului, clădirea lui Gočár a fost supusă unor reguli de armonizare stricte care impuneau ca aspectul magazinului să nu intre în conflict cu spațiul istoric. Clădirea folosește astfel stilul de arhitectură barocă într-o formă cubistă, exemplificând astfel „contextualizarea” arhitecturii cubiste. Există mai multe elemente cubiste la parter și la balconul cu balustradă.
Primele planuri ale lui Gočár nu au fost bine primite de autoritatea pentru clădiri istorice a Boemiei. Proiectele ulterioare au încorporat mai multe elemente cubiste în clădire. Consiliul Municipal Praga a aprobat planurile, în cele din urmă, pe 4 august 1911. Orientarea modernistă timpurie a lui Gočár (după cum se poate observa în planurile originale ale clădirii) a deschis calea construirii unor noi clădiri cu un aspect cubist. Ferestrele bovindou de formă unghiulară, capitelurile iconice dintre ferestre și balconul cu balustradă în stil cubist au fost folosite în proiectele ulterioare. 
La fel ca multe alte clădiri proiectate de Gočár, Casa Madonei Negre a fost construită pe un schelet din beton armat inspirat de arhitectura Școlii de la Chicago. Interioarele cubiste s-au dovedit o provocare pentru arhitecți. Utilizarea unui schelet din beton armat a permis existența unor spații interioare mari, fără plafon de sprijin, care au fost adaptate mai potrivit esteticii cubiste. Grand Café Orient, care ocupă în întregime primul etaj, fără stâlpi de susținere, a fost o reușită revoluționară în domeniul ingineriei.
În unele lucrări științifice, Gočár este descris ca „decorativist” pentru că el a fost în primul rând preocupat de crearea unei fațade în stil cubist în loc de o clădire cubistă. Astfel, este ironic faptul că designul său pentru Grand Café Orient este singurul interior cubist ce a supraviețuit în întreaga lume. Fațada clădirii trebuia să se potrivească ansamblului arhitectonic istoric al zonei, iar mai multe modificări în proiectare și cerințele de armonizare au forțat anumite compromisuri în ceea ce privește prezența elementelor cubiste. Fațada se îndepărtează de tradițiile modernă și cubistă la cel de-al treilea etaj și încorporează elemente „străine” în scopul de a potrivi clădirea cu casele din împrejurimile sale. De exemplu, acoperișul seamănă cu acoperișul dublu în stil baroc, iar cel de-al treilea etaj are, de asemenea, ferestre plate și pilaștri cu caneluri clasice între ele. 

### Funcționalitatea clădirii

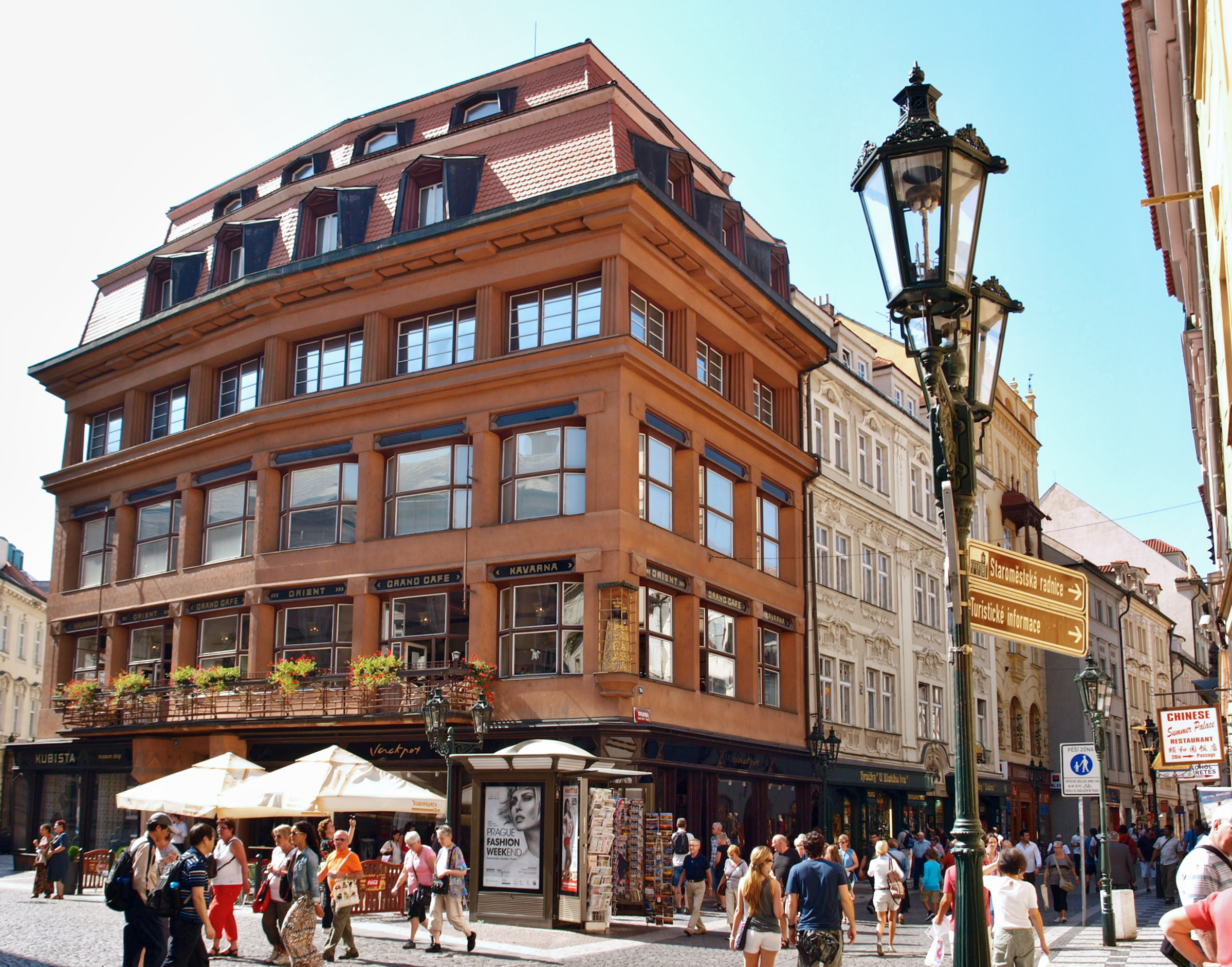
Casa Madonei Negre

Casa Madonei Negre a fost inițial proiectată pentru a adăposti un spațiu comercial. La subsol se afla o pivniță de vinuri. Magazinul de articole de îmbrăcăminte al lui Herbst ocupa parterul și cel de-al doilea etaj al clădirii. Cafeneaua Grand Café Orient a fost amenajată la primul etaj. Etajul III era proiectat pentru birouri, iar la etajul IV se aflau apartamente de locuit. Interiorul clădirii era decorat și mobilat în stil cubist.
O serie de modificări minore au fost aduse acestui aranjament în 1914. La mijlocul anilor 1920, cafeneaua și magazinul de la cel de-al doilea etaj au fost transformate în birouri bancare, când stilul subist devenise demodat. Alte modificări au fost aduse integrității arhitecturale în 1941, când arhitectul funcționalist V. Kubik a refăcut ramele din lemn ale ferestrelor de la parter cu oțel. În perioada comunistă, clădirea a fost compartimentată în interior în mai multe spații de birouri și transformată apoi într-o expoziție de stat.
Clădirea a fost renovată la începutul anilor 1990 după proiectul arhitectului Karel Prager, fiind readusă la starea inițială. Au fost eliminate straturile noi de vopsea și au fost finalizate ferestrele de sticlă de pe acoperiș în conformitate cu propunerea originală a lui Gočár, care nu a mai fost pusă în aplicare. La 18 octombrie 1994 a avut loc inaugurarea clădirii în prezența președintelui Václav Havel. Mai târziu, în anul 2000, a fost amplasată în colțul casei o copie a statuetei policrome originale a Madonei Negre.

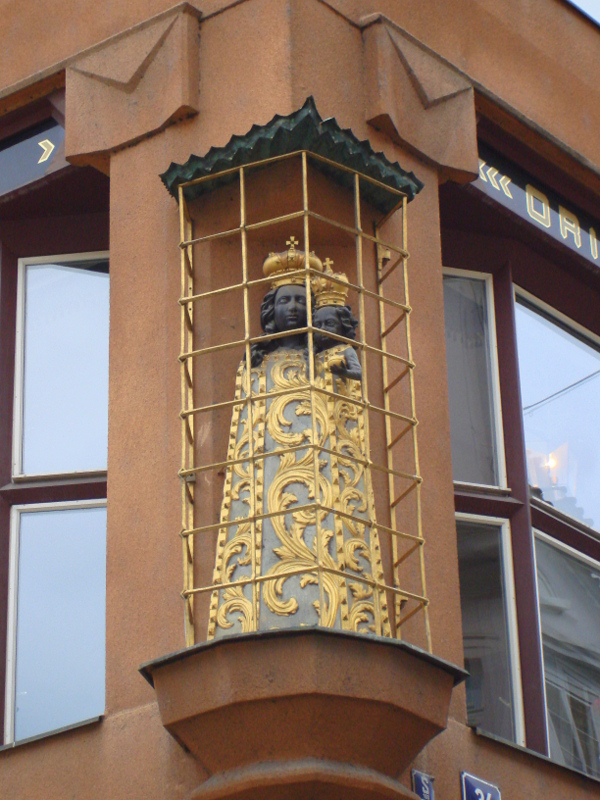
Statueta barocă a Madonei Negre de pe fațadă, de la care clădirea și-a luat numele

În 1994, clădirea a fost transformată într-un centru al culturii și artei cehe, aici fiind deschis Muzeul Ceh de Arte Plastice. Muzeul și-a încetat activitatea în acest spațiu în anul 2002. După lucrări de renovare dificile desfășurate între anii 2002 și 2003, clădirea a devenit sediul Muzeului Cubismului Ceh din cadrul Galeriei Naționale din Praga. Cel de-al patrulea și cel de-al cincilea etaj sunt dedicate unei expoziții permanente de artă cubistă întreținute de către Muzeul Ceh de Arte Frumoase. Expoziția se concentrează pe lucrările artiștilor cehi din perioada 1911-1919, când cubismul se afla în zilele sale de glorie atât în artele vizuale, cât și în arhitectură. În martie 2005, Grand Café Orient a fost redeschis la primul etaj după ample lucrări de renovare. Deși doar câteva planuri originale au supraviețuit, fotografii alb-negru ce documentau decorul interior al cafenelei și atmosfera din 1912 au fost utilizate în timpul renovării. Au fost realizate replici de mobilier și candelabre din alamă pentru a revigora cafeneaua și a arăta formele numeroase de cubism prezent în Republica Cehă.
În anul 2010 clădirea a fost înscrisă pe lista monumentelor culturale naționale ale Republicii Cehe.